# Vesdun
Vesdun is een gemeente in het Franse departement Cher (regio Centre-Val de Loire) en telt 623 inwoners (1999). De plaats maakt deel uit van het arrondissement Saint-Amand-Montrond.

## Geografie
De oppervlakte van Vesdun bedraagt 48,8 km², de bevolkingsdichtheid is 12,8 inwoners per km².
Vesdun is het middelpunt van Frankrijk zonder Corsica, volgens IGN.
De onderstaande kaart toont de ligging van Vesdun met de belangrijkste infrastructuur en aangrenzende gemeenten.

## Demografie
Onderstaande figuur toont het verloop van het inwonertal (bron: INSEE-tellingen).

## Externe links

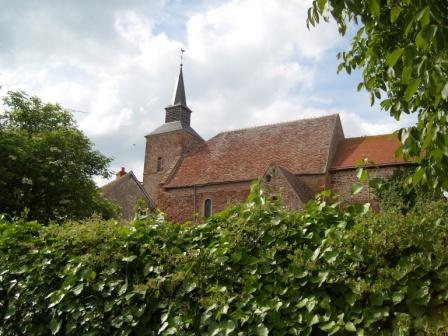
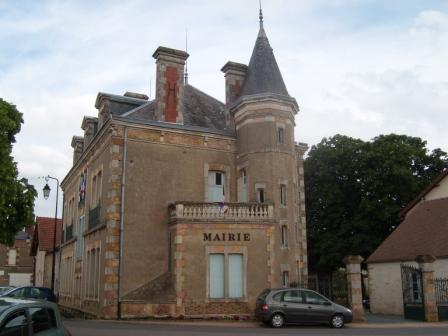
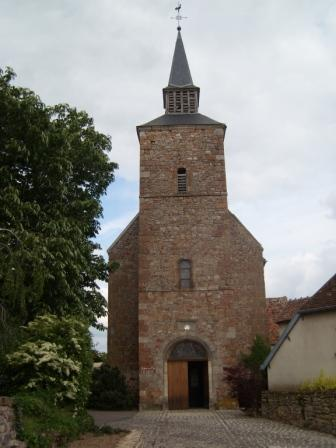